# Bijnor (distrikt)
Bijnor är ett distrikt i den indiska delstaten Uttar Pradesh, och har 3 131 619 invånare (2001) på en yta av 4 561,0 km². Detta gör en befolkningsdensitet på 686,61 inv/km². Den administrativa huvudorten är staden Bijnor. De dominerande religionerna är Hinduism (56,41 %) och Islam (41,71 %).

## Administrativ indelning
Distriktet är indelat i fem kommunliknande enheter, tehsils. 
- Bijnor, Chandpur, Dhampur, Nagina, Najibabad

Dessa är i sin tur indelade i städer (towns) och byområden (villages). Städerna är vidare indelade i mindre enheter som kallas wards.

## Städer
Distriktets städer är huvudorten Bijnor samt Afzalgarh, Chandpur, Dhampur, Haldaur, Jalalabad, Jhalu, Kiratpur, Mandawar, Mukrampur Khema, Nagina, Najibabad, Nehtaur, Noorpur, Rashidpur Garhi, Sahanpur, Sahaspur, Seohara, Sherkot, Tatarpur Lallu, Warhapur
Urbaniseringsgraden låg på 24,31 procent år 2001.